# Drottningarnas dal
Drottningarnas dal, (arabiska: وادي الملكات arabiska Bībān al-Ḥarīm), är en fornegyptisk begravningsplats belägen bland klipporna på Nilens västra flodbank nära det nuvarande Luxor, i Egypten.
| X1 · G1 | Q1 | X1 · O1 | F35 | F35 | F35 |

"Drottningarnas dal" skrivet i hieroglyfer.
Drottningarnas dal ligger 1,5 km sydväst om betydligt mer kända Konungarnas dal i en uttorkad flodbädd, wadi, och började användas från och med Egyptens artonde dynasti (1550–1290 f.Kr.) för att begrava de kungliga familjemedlemmarna. Graven är inte begränsad till bara drottningar vilket det moderna namnet antyder. Platsens fornegyptiska namn var Ta Set Neferu, vilket idag översätts till "Fullkomlighetens nejder" med kan ursprungligen ha betytt "(De kungliga) barnens nejder" eftersom förutom drottningar även prinsar och prinsessor begravdes i dalen, samt höga ämbetsmän.
Ursprungligen användes graven huvudsakligen för kungabarnen. Den tidigaste kända begravningen av drottningar skedde under tiden för farao Amenhotep III (1391–1353 f.Kr.) under den senare delen av den artonde dynastin. Det var först under nittonde dynastin som Drottningarnas dal blev den huvudsakliga begravningsplatsen för kungsgemåler. Gravplatsen användes fram till och med Egyptens tjugonde dynasti (1190–1070 f.Kr.).
Av de totalt 98 gravarna i Drottningarnas dal har man identifierat den gravsatte i ungefär hälften av gravarna, men den arkeologiska utformningen av gravarna ger fingervisningar om vem som graven tillhört. De personer som inte var kungliga släktingar begravdes ofta i enkla schaktgravar. Utöver dessa så kan man dela in de kungliga gravarna i tre grupper; De enklare prinsessgravarna, de korridorliknande prinsgravarna och de påkostade drottninggravarna. Den mest betydelsefulla graven i Drottningarnas dal är Nefertaris.
Tillsammans med det antika Thebe och Konungarnas dal blev Drottningarnas dal år 1979 listade av Unesco som världsarv.

### Väggmålningar i Nefertaris grav

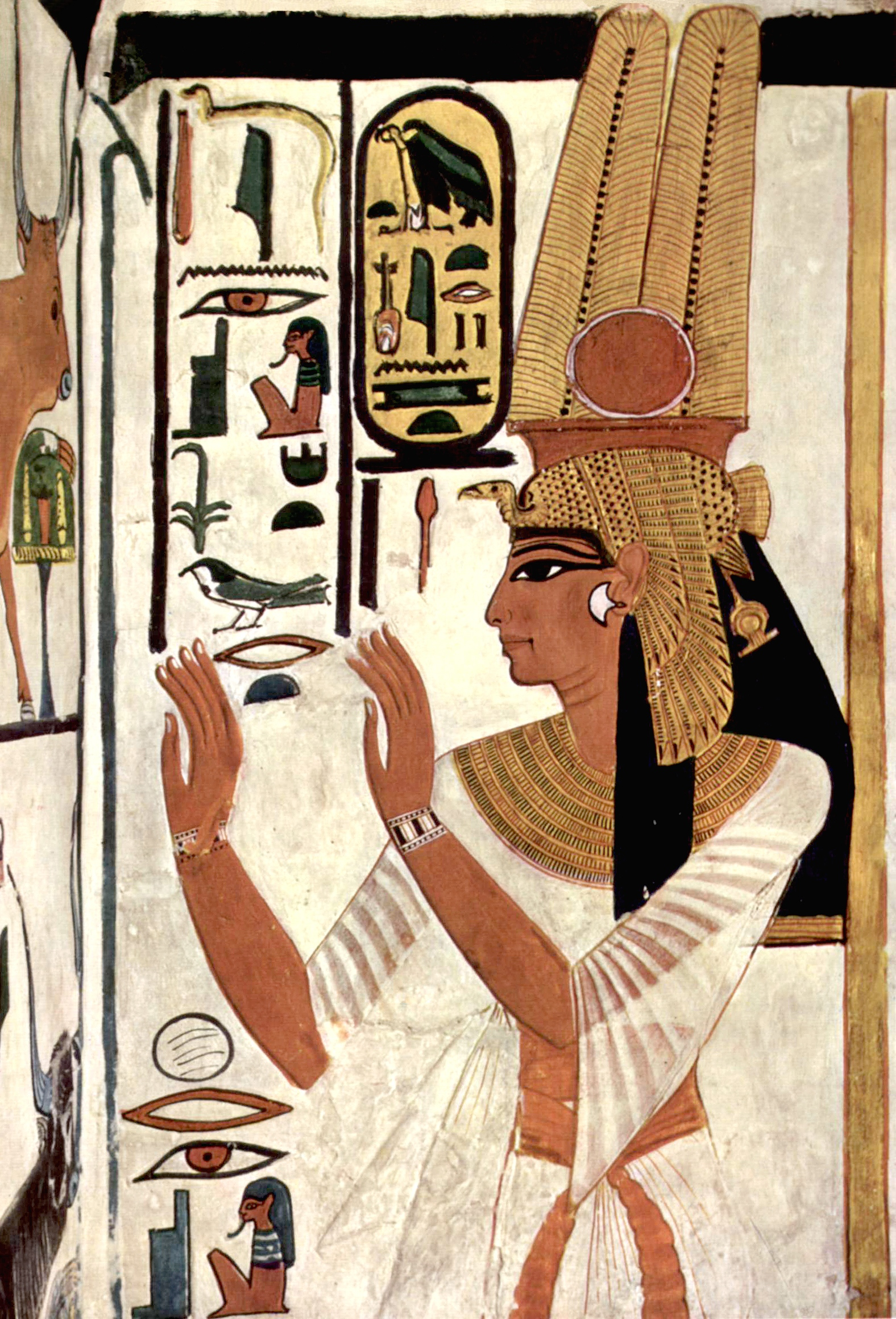
.
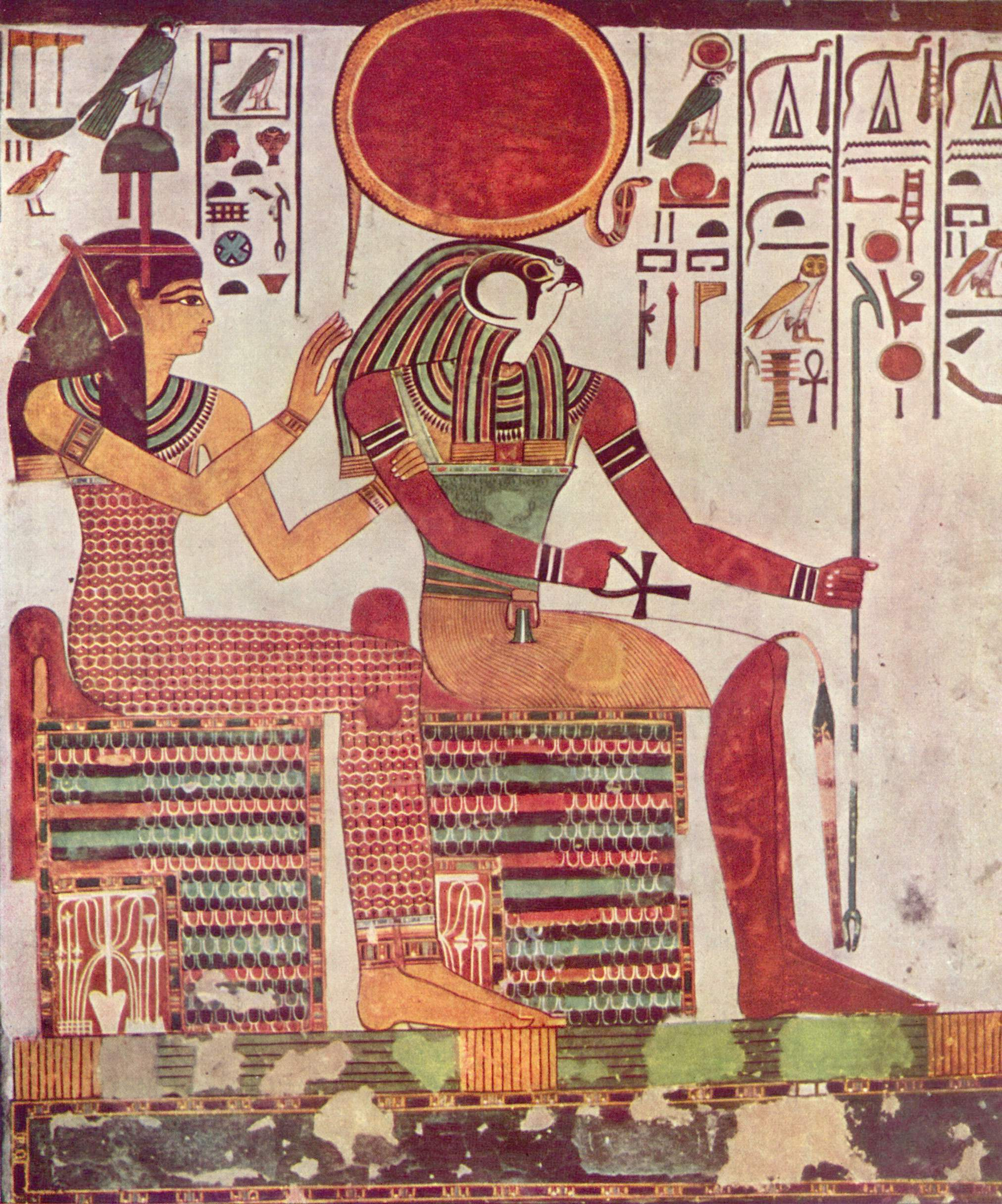
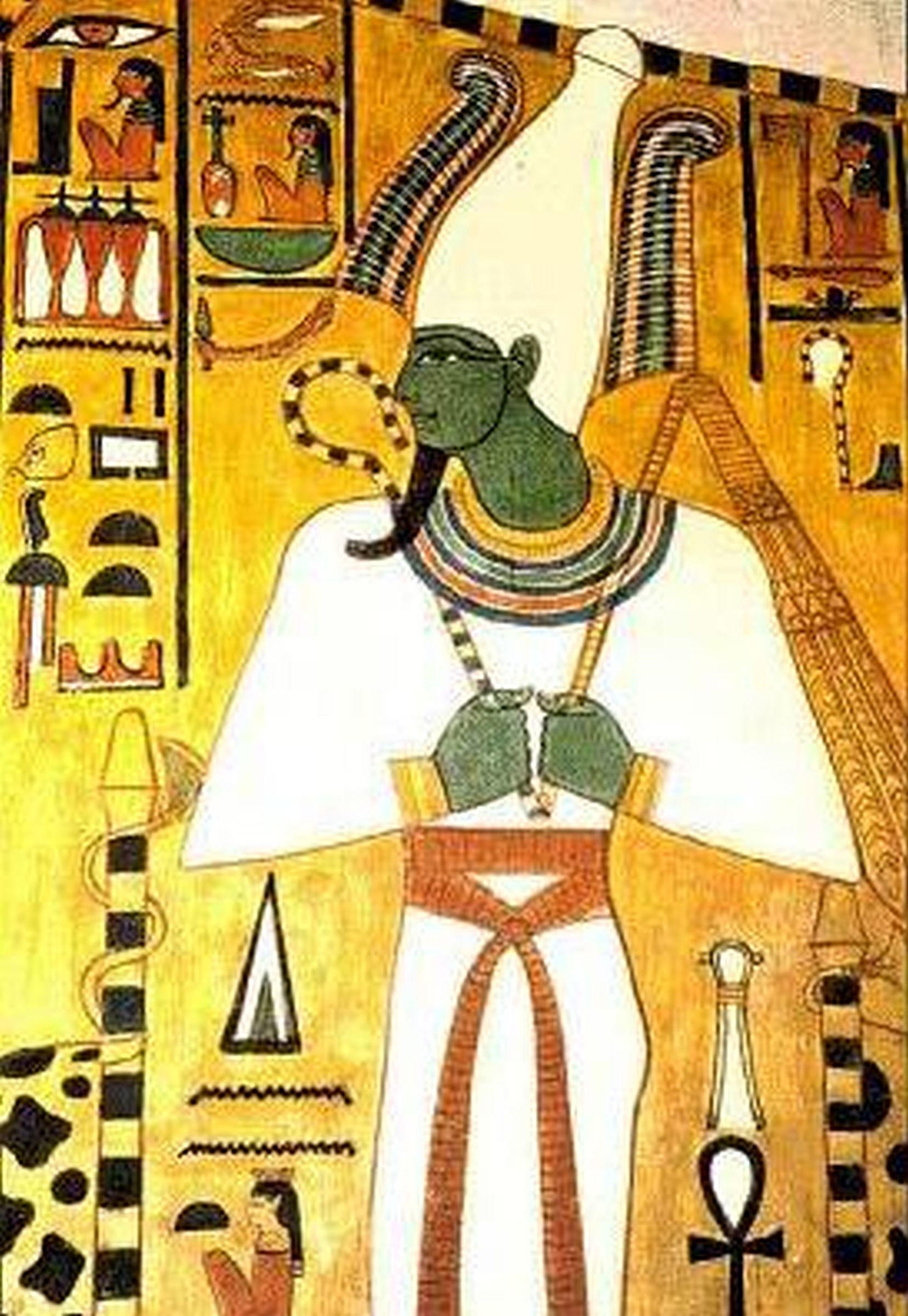
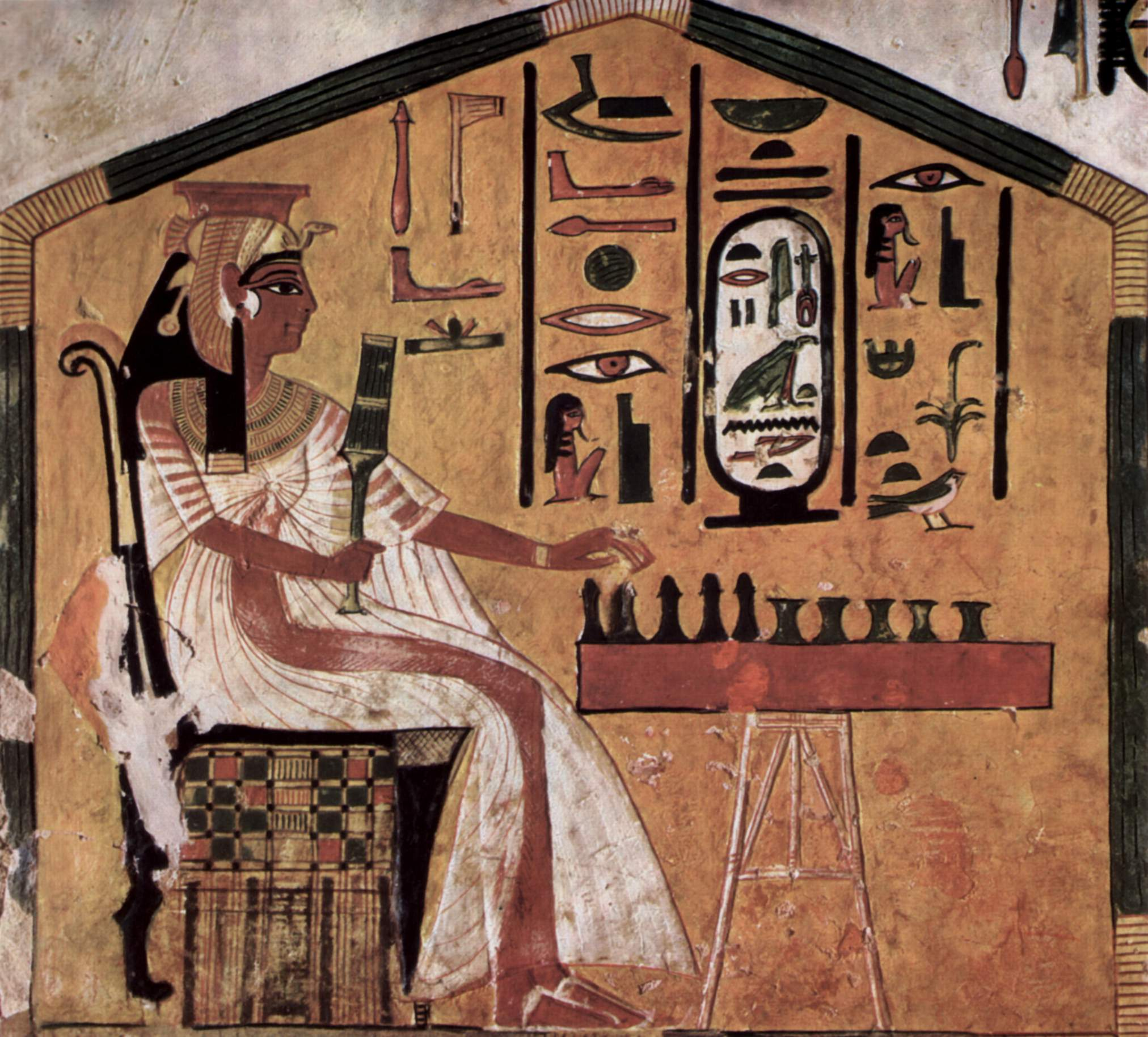

## Nefertaris grav

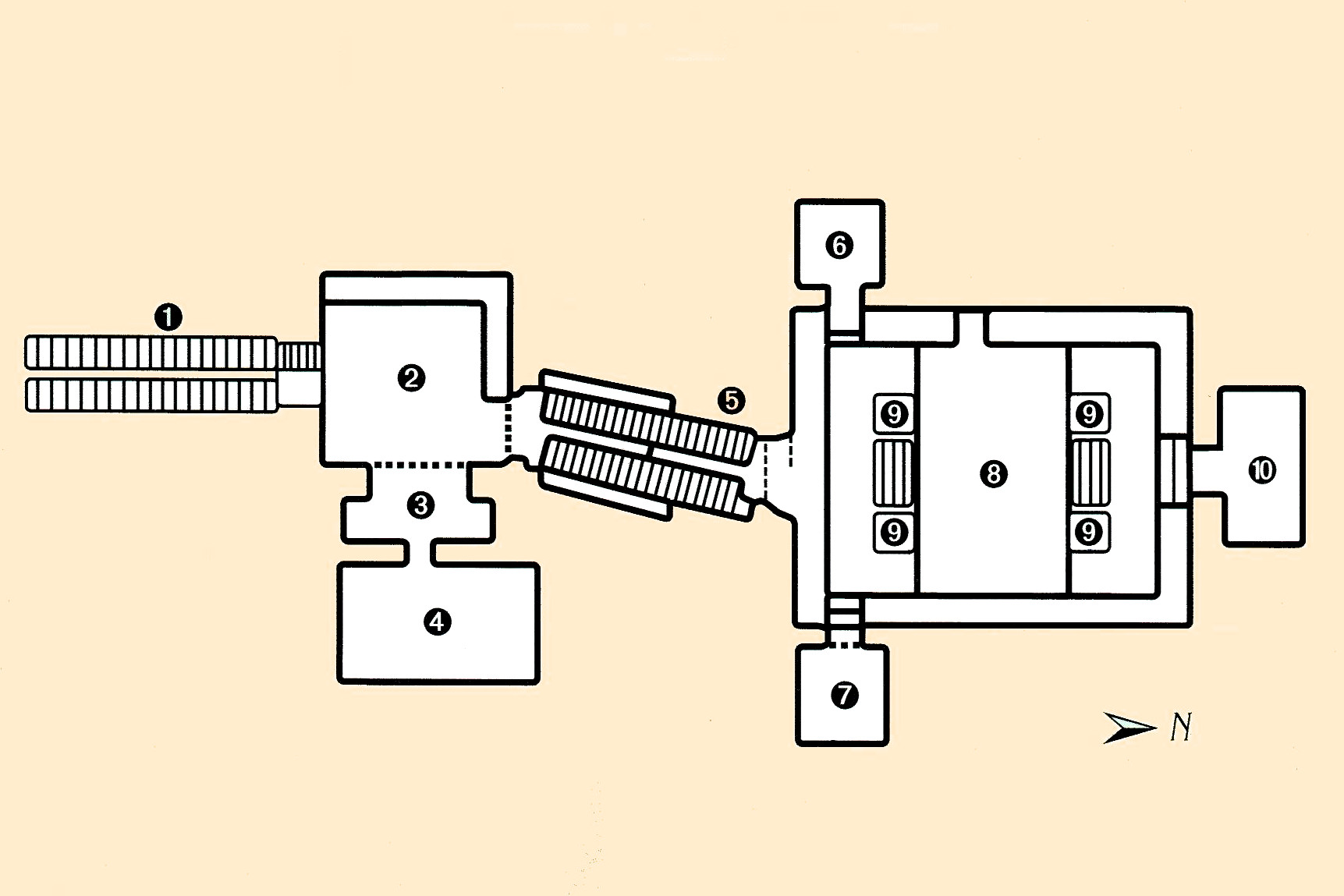
Karta över Nefertaris grav

Nefertari (1290–1255 f.Kr.) var en egyptisk drottning och tillhörde farao Ramses IIs sju "stora kungs-gemåler" och levde under Egyptens nittonde dynasti (1290–1190 f.Kr.). Som en betydelsefull drottning är Nefertaris grav betydligt mer komplex än t.ex. prinsessornas och de anonyma drottningarnas, och hennes grav är den mest kända i Drottningarnas dal. Nefertaris grav som är från ca 1255 f.Kr. inleds med två större rum i fil med upp till fem sidokammare innan man kommer till det andra huvudrummet som är gravkammaren. Gravens väggar är mycket rikligt utsmyckade med reliefer och målningar. Alla dekorationerna avbildar Nefertaris väg till dödsriket (Osiris rike). Dekorationerna i graven hör till de vackraste av Nya rikets väggdekorationer. Konstnärerna har med hjälp av färgschattering lyckats få fram nyanser i ansikten och i dräkternas veck. Bland avbildningarna i graven finns bland annat vinjetten till kapitel 94 ur De dödas bok.